# Melaleuca cajuputi
Melaleuca cajuputi, sinònims M. leucadendra i M. leucadendron, anomenada sovint com cajeput, és una planta amb flor de la família de les mirtàcies. Originàriament la trobem en zones càlides del sud-est asiàtic, Indonèsia i zones tropicals d'Austràlia, per bé que ara és plantada en altres contrades.

## Ecologia
Espècie pròpia de llocs una mica humits, com són els torrents, torrenteres o indrets amb la capa freàtica alta.

## Etimologia
"Melaleuca" prové del grec melas, que significa negre i leukos, que equival a blanc, i es refereix al tronc fosc i branques blanquinoses d'algunes espècies del gènere.

## Descripció morfològica

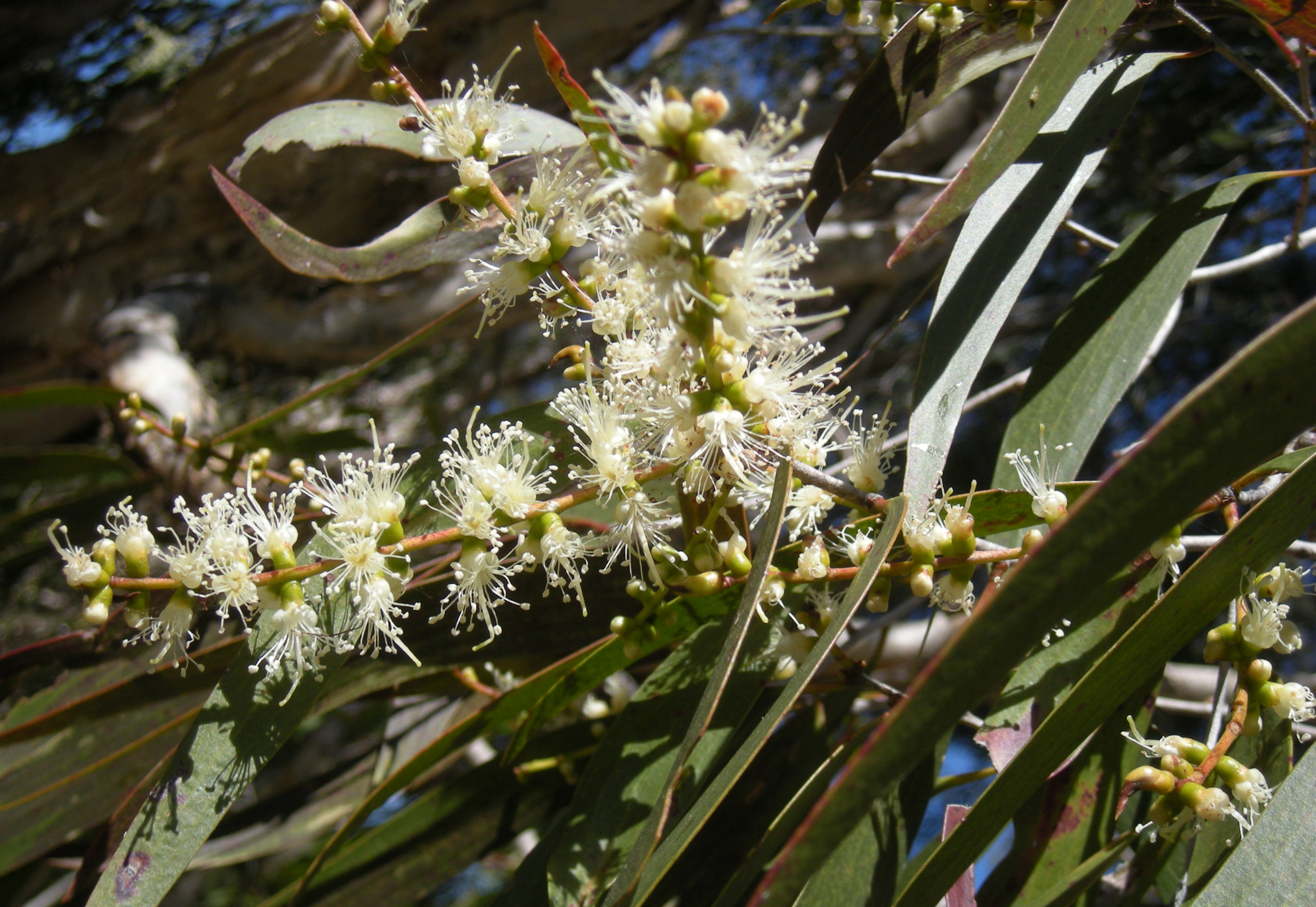
Detall de les flors

És un arbre perenne que pot arribar a mesurar fins als 25 metres d'altura, presenta una escorça gruixuda, esponjosa, blanca a la part exterior i fosca a la part interior que s'esquerda. Presenta fulles de fins a 1 decímetre de diàmetre de llarg, de color cendra, gruixudes i lanceolades. Fulles oposades, simples, coriàcies, de color verd brillant i amb glàndules translúcides molt aromàtiques. Les flors són hermafrodites, actinomorfes, solitàries i axil·lars. El calze té 5 sèpals. La corol·la és blanca amb 5 pètals lliures i nombrosos estams lliures. El gineceu presenta ovari ínfer, amb 5 carpels. Les flors petites de color crema es reuneixen en espigues terminals. La naturalesa del fruit és bastant variable en aquesta família però normalment presenten fruit en baia de color negre.

## Farmacologia

### Part utilitzada
S'utilitzen les fulles fresques i l'escorça de les branques joves. El cajeput floreix a la primavera. Com a droga s'utilitzen les fulles que són molt riques en essència. S'han de recol·lectar quan l'arbre encara no ha florit, o just quan s'estan obrint les flors. L'essència del cajeput és molt aromàtica, per tant, les condicions de recol·lecció i emmagatzematge de l'aroma s'han de fer de manera molt acurada.

### Composició química
Les fulles contenen tanins, resina, substàncies amargants i sobretot, oli essencial. Es tracta d'un líquid que presenta un color groguenc verdós, d'olor molt agradable i gust alhora ardent i fred, compost per: cineol o eucaliptol, l-pinné, terpineol, l-limoné, dipentè, aldehids (valeraldehid o benzaldehid) i sesquiterpens. L'escorça conté àcid betulínic. En general totes les plantes d'aquesta família són riques en essència.

### Usos medicinals
Les fulles de Mealeuca cajeputi posseeixen propietats antibacterianes i antinflamatòries. Tradicionalment es fan servir contra el dolor, per a les cremades, pels refredats, la grip o la dispèpsia. El el petroli de cajeput es produeix a partir de les fulles, per destil·lació al vapor. L'oli és un producte indispensable en qualsevol llar, especialment en el sud-est d'Àsia, que s'utilitza internament o externament. Internament: per al tractament de la tos i refredats, contra dolors d'estómac, còlics i asma. Externament: per l'alleujament de la neuràlgia i el reumatisme, sovint en forma d'ungüents, i per l'alleugeriment del dolor d'oïda i mal de queixal. També s'aplica en el tractament d'alguns tipus de tumors.

### Accions farmacològiques
- Rubefaent
- Antimicrobià
- Vermífug
- Astringent moderat: degut als tanins
- Antisèptic de les vies urinàries, pulmonar i extern.
- Antibiòtic
- Antifúngic: especialment per a malalties de la pell com l'acne i la psoriasi
- Antiespasmòdic: les seves propietats el fan útil per al tractament dels períodes dolorosos, retard en la menstruació i la dismenorrea espasmòdica.
- Carminatiu
- Emol·lient
- Expectorant
- Analgèsic
- Digestiu.

### Toxicitat
L'oli essencial del cajeput no és tòxic, però pot irritar la pell i les mucoses quan s'utilitza en altes concentracions i provocar dermatitis de contacte.
Com a forma de prevenció, es recomana fer un test de tolerància previ a l'aplicació d'inhalacions amb oli essencial. S'ha d'inhalar durant 15 segons i esperar 30 minuts.
En el cas de prescriure l'oli essencial a nens, fer-ho amb precaució, ja que poden desenvolupar reaccions al·lèrgiques o broncoespasmes.

## Altres usos
- S'utilitza com a aromatitzant a la cuina i com a fragància en sabons, cosmètics, detergents i perfums.
- Fusta: La fusta del cajeput és bastant dura, pesada i fa bona llenya. La fusta tendeix a deformar-se però quan es tracta adequadament, serveix per a la construcció i per fer terres en general.
- L'escorça suau que posseeix, s'utilitza com a material d'embalatge, ompliment de matalassos i coixins i com a mètode d'aïllament.